# Walter Galuschka
Walter Galuschka (* 1. Mai 1921 in Troppau, Tschechoslowakei; † 28. August 1967 in Marktbreit) war ein deutscher Politiker (SPD).
Nachdem er die Volks-, Bürger- und Handelsschule besuchte, war Galuschka für eine kurze Zeit als Industriekaufmann tätig, ehe er 1940 in den Wehrdienst eingezogen wurde. Er wurde von den Tschechen in Kriegsgefangenschaft genommen, bis man ihn 1946 wieder entließ und nach Bayern aussiedelte. Daraufhin war er für einige Jahre bei der Regierung von Unterfranken im Beruf des Verwaltungsangestellten tätig. 1950 wurde er Angestellter der Stadt Marktbreit und kaufmännischer Leiter der dortigen Stadtwerke. 1946 begann er seine politischen Aktivitäten: 1952 wurde er in den Kitzinger Kreistag gewählt, 1956 in den Stadtrat von Marktbreit und 1962 in den Bayerischen Landtag. Diesem gehörte er bis zu seinem Tod an, sein Nachfolger war Werner Hofmann. Walter Galuschka hat zwei Kinder, die politisch in seine Fußstapfen getreten sind: Karin Radermacher, geb. Galuschka, ebenfalls ehemaliges Mitglied des Bayerischen Landtages sowie Heinz Galuschka, langjähriger SPD Kreisvorsitzender/Ehrenvorsitzender und seit 1990 Stadtrat von Marktbreit sowie Kreisrat des Landkreises Kitzingen.